# Pingo D'água
O Grêmio Recreativo Escola de Samba Pingo D'água é uma agremiação carnavalesca de São Gonçalo que participa do carnaval de sua cidade, e de Niterói. sendo fundada em 1995 como um bloco carnavalesco, formado por funcionários da CEDAE, fato este que originou seu nome.
Na década de 2010, transformou-se em escola de samba, sendo campeã do grupo de acesso em 2009, mesmo ano em que participou do Carnaval de Niterói como um bloco de enredo.
Em 13 de fevereiro, abriu o grupo especial de São Gonçalo em 2010, mesmo ano em que desfilou como um bloco de embalo em Niterói. Após o Carnaval, obteve a quarta colocação entre cinco escolas, permanecendo na divisão principal do carnaval da cidade.
No ano seguinte, foi a quinta colocada entre seis escolas.

## Segmentos

### Presidentes
| Nome                        | Mandato        | Ref.  |
| --------------------------- | -------------- | ----- |
| Hugo Araújo "Hugo Camburão" | ? - atualidade | [ 4 ] |

### Diretores
| Ano  | Diretor de Carnaval | Diretor geral de harmonia | Mestre de bateria | Ref.  |
| ---- | ------------------- | ------------------------- | ----------------- | ----- |
| 2015 |                     |                           | Valcir            | [ 5 ] |
| 2016 |                     |                           |                   |       |

### Coreógrafo
| Ano  | Nome | Ref. |
| ---- | ---- | ---- |
| 2016 |      |      |

### Casal de Mestre-sala e Porta-bandeira
| Ano  | Nome              | Ref. |
| ---- | ----------------- | ---- |
| 2016 | Vinícius e Gisele |      |

### Rainhas de bateria
| Período | Rainha            | Madrinha | Ref.  |
| ------- | ----------------- | -------- | ----- |
| 2013    | Angélica Camargo  |          |       |
| 2014    | Caroline Ferreira |          | [ 6 ] |
| 2015    | Caroline Ferreira | Negralu  |       |
| 2016    |                   |          |       |

## Carnavais
| Ano | Colocação | Grupo                     | Enredo | Carnavalesco                           | Intérprete                                       | Ref.  |
| --- | --------- | ------------------------- | --- | -------------------------------------- | ------------------------------------------------ | ----- |
| 2008 | 3° lugar  | Acesso                    | No batuque da caixa Mestre Ciça chegou Compositor:Rogerinho Pega Leve Intérprete:Rogerinho Pega Leve, Leandro e Buda do Camisolão                          | Junior Santos e Guilherme Ferreira     |                                                  |       |
| 2009 | Campeã    | Acesso                    | |                                        |                                                  |       |
| 2010 | 4º lugar  | Especial                  | A Pingo D’Água revela um sonho – Oh! Carangola de Minas Gerais Compositores:Rogerinho Pega Leve, Márcio do Cavaco, Adilson Câmara e Arnaldo Teixeira Neves | Agatha Silva e Aparecida Novais        | Rogerinho Pega Leve, Leandro e Buda do Camisolão |       |
| 2011 | 5º lugar  | Especial                  | Carnaval sonho de Ilusões | Yan Sollis                             | Rogerinho Pega Leve, Leandro e Buda do Camisolão |       |
| 2012 | 5º lugar  | Especial                  | De Paraoquena uma grande liderança...Silvo Lessa | Yan Sollis                             | Leandro Araújo                                   |       |
| 2013 | 5º lugar  | Especial                  | No meu samba uma Grande mulher guerreira....Regina Celi | Yan Sollis e Matheus Felipe            | Leandro Araújo                                   | [ 7 ] |
| 2014 |           | Especial                  | Itaboraí - Encanto da Pedra Bonita (Compositores:Nêgo, Rogerinho Pega Leve, Dudu Oliveira, Manolo da Paloma e Júlio Louzada)                               | Vilma Itaboraí                         | Leandro Araújo                                   |       |
| 2015 |           | Especial                  | Sapucaia Oroca (reedição da Acadêmicos do Cubango de 1977)                                                                                                 | Vilma Itaboraí                         | Leandro Araújo                                   | [ 4 ] |
| Não desfilou de 2016 até 2020                                                                                         |           |                           | |                                        |                                                  |       |
| Inicialmente adiados para o mês de julho, os desfiles do Carnaval 2021 foram cancelados devido a pandemia de Covid-19 |           |                           | |                                        |                                                  |       |
| 2022 |           | LIVRES (Terceira divisão) | Cidade Limpa, Nós Apoiamos ! | Matheus Oliveira e Thalles Mascarenhas | Leandro Araújo                                   | [ 9 ] |